# Krabbvråk
Krabbvråk (Buteogallus aequinoctialis) är en hökfågel i familjen hökar som förekommer i Sydamerika.

## Utseende
Krabbvråken är en rätt stor (42–47 cm) men kortvingad och kortstjärtad vråk. Fjäderdräkten är sotgrå med mörka vingar och rostfärgad undersida. Stjärten är svart med smala vita band på mellersta delen och längst ut. Fjädrarna på vingar och rygg är rostkantade. Benen är orangegula.

## Utbredning och systematik
Fågeln förekommer i kustområden från nordöstra Venezuela (Orinocodeltat) till östra Brasilien (Paraná). Den behandlas som monotypisk, det vill säga att den inte delas in i några underarter.

## Status
Krabbvråken tros minska relativt kraftigt i antal till följd av exploatering av dess levnadsmiljö. Internationella naturvårdsunionen IUCN kategoriserar därför arten som nära hotad.